# Anisodes germaini
Anisodes germaini är en fjärilsart som beskrevs av Louis Beethoven Prout 1938. Anisodes germaini ingår i släktet Anisodes och familjen mätare. Inga underarter finns listade i Catalogue of Life.